# Clarella
Clarella es un género de foraminífero bentónico considerado un sinónimo posterior de Pleurostomella la subfamilia Ellipsoidininae, de la familia Ellipsoidinidae, de la superfamilia Pleurostomelloidea, del suborden Buliminina y del orden Buliminida. Su especie tipo era Nodosarella articulata. Su rango cronoestratigráfico abarca desde el Aptiense (Cretácico inferior) hasta el Calabriense (Pleistoceno medio).

## Discusión
Clasificaciones previas incluían Clarella en la subfamilia Pleurostomellinae de la familia Pleurostomellidae, y en el suborden Rotaliina del orden Rotaliida.

## Clasificación
Clarella incluía a la siguiente especie:
- Clarella articulata †